# Cucut koel de Nova Guinea
El cucut koel de Nova Guinea (Eudynamys orientalis) és una espècie d'ocell de la família dels cucúlids (Cuculidae) que habita la selva, bosc, conreus i ciutats de les Moluques, Nova Guinea, illes Bismarck, illes Salomó, i nord i est d'Austràlia.